# London School of Economics
The London School of Economics and Political Science (LSE), ofta kallat London School of Economics, är en brittisk samhällsvetenskaplig fackhögskola, vilken utgör en konstituerande del av University of London. Skolan som grundades 1895 av Fabianerna Sidney Webb, Beatrice Webb, Graham Wallas och George Bernard Shaw fungerar som ett eget universitet med särskilt nationalekonomi (engelska: economics) och statsvetenskap (engelska: political science) som sina profilämnen, men omfattar utöver detta många fler samhällsvetenskapliga discipliner samt matematik, statistik, massmedia och kommunikationsvetenskap, filosofi och historia.
London School of Economics anses vara ett av de mest prestigefyllda universiteten i världen. Det rankas som världens näst bästa universitet för samhällsvetenskap, efter Harvard. Inom ämnena nationalekonomi, sociologi, antropologi, politik & internationella relationer, samt finans, rankas LSE bland världens fem bästa universitet. LSE har även utbildat flest miljardärer av något universitet i Europa och 25% av alla nobelpristagare i ekonomi.
Andra utbildningsinstitutioner som anammat epitetet School of Economics är bland annat den nybildade Paris School of Economics från 2006, och bägge hör till världens främsta utbildnings- och forskningsinstitutioner inom nationalekonomi. Vid sidan av detta förekommer det något missvisande  även att handelshögskolor (engelska: business schools) från olika länder ibland använder sig av epitetet i sina engelskspråkiga namn.

## Institutioner
Skolan bedriver undervisning och forskning genom akademiska institutioner inom ett antal discipliner, och utöver detta har man tre ytterligare specialiserade institut och ett språkcenter.
- Antropologi
- Ekonomisk historia
- Filosofi, logik och vetenskaplig metod
- Finansiell ekonomi
- Geografi och miljö
- Internationell historia
- Internationella relationer
- Internationell utveckling
- Juridik
- Management
- Matematik
- Massmedia och kommunikation
- Metodologi
- Nationalekonomi
- Redovisning
- Socialpolitik
- Socialpsykologi
- Sociologi
- Statistik
- Statsvetenskap
- Europavetenskap

## Nobelpristagare
Totalt 18 tidigare studenter vid skolan har blivit nobelpristagare, exempelvis George Bernard Shaw och Bertrand Russell i litteratur, Philip Noel-Baker och Óscar Arias med fredspriset, samt Friedrich Hayek, James Meade, Ronald Coase, Amartya Sen, Robert Mundell, George Akerlof, Paul Krugman och Christopher A. Pissarides med flera för ekonomipriset.